# Запсілля (Сумський район)
Запсі́лля — село в Україні, у Миропільській сільській громаді Сумського району Сумської області. Населення становить 4 особи. До 2016 орган місцевого самоврядування — Запсільська сільська рада, якій також підпорядковане село Велика Рибиця.

## Географія
Село Запсілля розташоване на правому березі річки Псел, вище за течією на відстані 2 км розташоване село Горналь (Курська область), нижче за течією на відстані 6 км розташоване село Могриця, на протилежному березі — село Миропілля та Велика Рибиця.
Село розташоване за 40 км на північ від районного центру і залізничної станції Краснопілля.

## Населення

### Мова
Розподіл населення за рідною мовою за даними перепису 2001 року:
| Мова       | Кількість | Відсоток |
| ---------- | --------- | -------- |
| українська | 614       | 93.46%   |
| російська  | 41        | 6.24%    |
| білоруська | 1         | 0.15%    |
| вірменська | 1         | 0.15%    |
| Усього     | 657       | 100%     |

## Історія
Село засноване у 1680. У 1671 році Запсілля було частиною міста Миропілля і мала дерев’яний храм на честь Святої Трійці.
Поблизу села Великої Рибиці виявлено поселення скіфських часів, слов'янське городище та поселення сіверян (VIII—X ст.)
Село постраждало внаслідок геноциду українського народу, проведеного урядом СССР 1923—1933 та 1946–1947 роках.

#### Російське вторгнення в Україну (з 2022)
14 липня 2024 року село обстріляли російські агресори. Зафіксовано 2 вибухи, ймовірно ствольна артилерія 122 мм. В результаті обстрілу пошкоджено приватний житловий будинок.
10 серпня 2024 року село знову зазнало ворожих російських атак. Як повідомили в Оперативному командуванні "Північ" зафіксовано 3 вибухи, ймовірно КАБ.
17 серпня 2024 року оперативне командування «Північ» повідомило про обстріли Сумської області. Серед постраждалих населених пунктів село Запсілля – 1 вибух, ймовірно КАБ.  

## Економіка
- Вівце-товарна ферма.
- «Горизонт», ТОВ, (Запсільське крейдове родовище).

## Памʼятки
В селі розміщена Троїцька церква в російському стилі.

## Соціальна сфера
- Школа.
- Лікарня.

## Відомі люди
- Круть Олександр Анатолійович — український науковець, доктор технічних наук. Фахівець у галузі вугільних технологій.
- Білоковаленко Євген Анатолійович — український військовик, учасник російсько-української війни[8].
- Мірошниченко Петро Опанасович — учасник Другої світової війни, командир взводу пішої розвідки 717-го стрілецького полку 170-ї стрілецької дивізії 48-ї армії 1-го Білоруського фронту, лейтенант, Герой Радянського Союзу.